# ミューメタル
ミューメタル (英語: μ-metal) はニッケル-鉄の合金。

## 概要
パーマロイの一種でニッケル77%、鉄17%の他に展延性を高めるために銅、クロムを加えた組成で透磁率が高い。加工後に水素雰囲気中で磁場を印加した状態で焼純することにより、透磁率が高まる。

## 用途
海底ケーブルの遮蔽用や磁気シールド室、陰極線管等で地磁気等の外部の磁場を遮蔽する用途で使用される。特に超電導量子干渉素子(SQUID)を使用した生体磁気の計測等の精密計測の用途においては必須になっている。